# باتريسور بيتريسكو
باتريسور بيتريسكو (بالرومانية: Petrișor Petrescu)‏ هو لاعب كرة قدم روماني في مركز الوسط، ولد في 29 يونيو 1993 في سيبيو في رومانيا. لعب مع FC Hermannstadt ‏.

## وصلات خارجية
- باتريسور بيتريسكو على موقع قاعدة بيانات كرة القدم.إي يو (الإنجليزية)
- باتريسور بيتريسكو على موقع Soccerbase.com (لاعب) (الإنجليزية)
- باتريسور بيتريسكو على موقع Soccerway.com (الإنجليزية)
- باتريسور بيتريسكو على موقع عالم كرة القدم.نت (الإنجليزية)